# Anopheles pattoni
Anopheles pattoni este o specie de țânțari din genul Anopheles, descrisă de Samuel Rickard Christophers în anul 1926. Conform Catalogue of Life specia Anopheles pattoni nu are subspecii cunoscute.